# Robert B. Lindsay
Robert Burns Lindsay (Lochmaben, 4 de julio de 1824 - Tuscumbia, 13 de febrero de 1902) fue un político escocés-estadounidense, elegido como el 22º gobernador del estado estadounidense de Alabama durante la Reconstrucción, y sirvió un término desde 1870 a 1872.

## Primeros años
Lindsay estudió en la Universidad de Saint Andrews antes de emigrar a los Estados Unidos en 1844. Sirvió en la Cámara de Representantes de Alabama en 1853 y en el Senado de Alabama en 1857, 1865 y 1870.

## Carrera política
Siendo miembro del Partido Demócrata, Lindsay fue elegido gobernador en 1870, luego de un año de terrorismo blanco contra negros: violencia, incluidos asesinatos e intimidación de republicanos blancos y negros y partidarios de los libertarios. Por ejemplo, cinco republicanos, cuatro negros y un blanco, fueron linchados en el condado de Calhoun; tres negros (dos que eran políticos republicanos) fueron asesinados en el condado de Greene, en marzo y octubre; el procurador republicano del condado quien era blanco fue asesinado allí en marzo; y el 25 de octubre, un mitin republicano de 2.000 negros fue interrumpido por una turba de blancos, que mató a cuatro negros e hirió a 54 en conocido motín de Eutaw. Los republicanos incluyendo negros y blancos fueron intimidados y no acudieron a las urnas, y los votantes blancos demócratas en el condado de Greene y en otros lugares tomaron el estado por Lindsay.